# Orthoessigsäuretrimethylester
Orthoessigsäuretrimethylester ist eine chemische Verbindung aus der Gruppe der Orthoester.

## Gewinnung und Darstellung
Die Verbindung kann durch eine zweistufige Reaktion von Acetonitril mit Methanol und Chlorwasserstoff gewonnen werden.

## Eigenschaften
Orthoessigsäuretrimethylester ist eine farblose Flüssigkeit, die in Wasser hydrolisiert.

## Verwendung
Orthoessigsäuretrimethylester wird hauptsächlich als Zwischenprodukt zur Herstellung von Arzneistoffen, Agrochemikalien und in der Farbstoff- und Gewürzindustrie, wie zum Beispiel der Herstellung von Vitamin B1, Brinzolamid und Sulfanilamid verwendet.